# Styrax magnus
Styrax magnus là một loài thực vật có hoa trong họ Bồ đề. Loài này được Lundell miêu tả khoa học đầu tiên năm 1939.